# مارکو کیلپ
مارکو کیلپ (استونیایی: Marko Kilp؛ زادهٔ ۱ نوامبر ۱۹۹۳) اسکی‌باز صحرانوردی اهل استونی است. وی در بازی‌های المپیک زمستانی ۲۰۱۸ شرکت کرده‌است.